# Grupo Ankogel
 El Grupo Ankogel (en alemán: Ankogelgruppe) es un subgrupo de los Alpes centrales del este. Junto con el Grupo Goldberg, el Grupo Glockner, el Grupo Schober, el Grupo Kreuzeck, el Grupo Granatspitze, el Grupo Venediger, las Montañas Villgraten y el Grupo Rieserferner, forma la cordillera de Hohe Tauern (Alto Tauern). 
El Grupo Ankogel se encuentra en los estados federales austriacos de Salzburgo y Carintia. Su pico más alto es el Hochalmspitze de 3,360  m. 

## Geografía
El Grupo Ankogel es el grupo montañoso más oriental del Alto Tauern y se encuentra en la cadena principal de los Alpes. Los Alpes del Tauern orientales comienzan más al este. La cadena recibe su nombre de la montaña Ankogel de 3 252 m    
El Grupo Ankogel se puede dividir en los subgrupos del Macizo Ankogel, el Grupo Hochalmspitze, el Grupo Hafner y el Grupo Reißeck al sur del valle del Möll. Comprende el pintoresco Maltatal ("valle de las aguas que caen") con la cascada Fallbach y la presa Kölnbrein. 

### Cadenas vecinas
El Grupo Ankogel limita con las siguientes cadenas montañosas en los Alpes orientales: 
- Grupo Goldberg (en el oeste)
- Grupo Kreuzeck (en el suroeste)

(ambos también forman parte del Alto Tauern) 
- Alpes de pizarra de Salzburgo, al norte del río Salzach
- Radstädter Tauern, al noreste del río Mur
- Montañas Nock, más allá del valle de Lieser en el este
- Alpes de Gailtal, al sur del Drava,

parte de los Alpes del sur de piedra caliza. 

## Picos
Todos los tresmiles en el Grupo Ankogel:
| - Hochalmspitze 3360 m - Großelendkopf 3317 - Großer Ankogel 3252 m - Jochspitze 3179 m - Schwarzkopf 3171 m - Zsigmondyspitze 3152 m - Preimlspitz 3133 m - Steinerne Mandln 3125 m | - Winkelspitz 3112 m - Oberlercherspitze 3107 m - Kordonspitze 3102 m - Kleiner Ankogel 3096 m - Säuleck 3086 m - Großer Hafner 3076 m - Elendköpfe 3070 m | - Großer Sonnblick 3030 m - Lanischeck 3024 m - Kleiner Hafner 3018 m - Schneewinkelspitze 3016 m - Tischlerkarkopf 3004 m - Tischlerspitze 3002 m - Grubenkarkopf 3001 m - Mittlerer Sonnblick 3000 m |